# Marta Wierzbieniec
Marta Katarzyna Wierzbieniec, z domu Zoszak (ur. 7 lutego 1965 w Sanoku) – polska muzyk i dyrygent, profesor sztuk muzycznych, profesor nadzwyczajny Uniwersytetu Rzeszowskiego, dyrektor Filharmonii Podkarpackiej im. Artura Malawskiego w Rzeszowie.

## Życiorys
Absolwentka Państwowego Liceum Muzycznego w Rzeszowie (1984). W 1988 ukończyła studia w Akademii Muzycznej w Krakowie. Została zatrudniona w Katedrze Wychowania Muzycznego Wyższej Szkoły Pedagogicznej w Rzeszowie, gdzie w 2000 objęła funkcję dyrektora Instytutu Muzyki.
Uzyskała kwalifikacje pierwszego stopnia (doktorat – 1994) i drugiego stopnia (habilitacja – 1999) w zakresie prowadzenia zespołów wokalnych i wokalno-instrumentalnych.  Postanowieniem prezydenta RP z 18 października 2004 otrzymała tytuł profesora sztuk muzycznych.
Została dyrektorem Filharmonii Podkarpackiej im. Artura Malawskiego w Rzeszowie.
W 2005 została odznaczona Srebrnym Krzyżem Zasługi („za osiągnięcia w pracy zawodowej, za działalność na rzecz społeczności lokalnej”), a w 2015 Brązowym Medalem „Zasłużony Kulturze Gloria Artis” w dziedzinie muzyki.

## Życie prywatne
Pochodzi z sanockiej rodziny Zoszaków.  Jej dziadek zginął w niemieckim obozie KL Auschwitz.
7 września 1991 w kościele Franciszkanów w Sanoku poślubiła historyka Wacława Wierzbieńca (ur. 1963), a ich związek pobłogosławił ks. abp Ignacy Tokarczuk.